# سورن جابیک
سورن جابیک (انگلیسی: Søren Jaabæk; ۱ آوریل ۱۸۱۴ – ۷ ژانویهٔ ۱۸۹۴) کشاورز، آموزگار، church official اهل نروژ بود.